# Енрике Лисалде
Вижте пояснителната страница за други личности с името Енрике.
Енрике Лисалде (на испански: Enrique Lizalde) е мексикански актьор и режисьор.

## Биография
Роден е в град Тепик, Наярит, Мексико на 9 януари 1937 г. Първоначално учи литература, а по-късно – актьорско майсторство.
Започва своята кариера в началото на 1960-те години. Има роли в киното и театъра. Актьор със силно присъствие на екрана и впечатляващ глас, Енрике Лисалде е познат предимно с участията си в теленовели. Лисалде е сред от основателите на Синдиката на независимите актьори в Мексико.
Енрике Лисалде е женен за актрисата Тита Грийг. Неговият брат Едуардо Лисалде, е писател.

### Смърт
Той почива в понеделник на 3 юни 2013 на 76 възраст от рак на черния дроб. Неговата смърт е настъпила в девет часа местно време, когато той е бил със съпругата си Тита Грийг, съобщава един от неговите синове. Тялото му е било кремирано във вторник, 4 юни по обяд в столицата Мексико.

## Филмография
- Защото любовта командва (Porque el amor manda) (2012) .... Себастиан
- Mañana es para siempre (2009) .... съдията
- Любов без грим (Amor sin maquillaje) (2007) ....
- Ранени души (2006) .... Гонсало Сан Йоренте
- Любов и омраза (Entre el amor y el odio) (2002) .... Рохелио Валенсия
- Натрапницата (La intrusa) (2001) .... Родриго Хункера
- Коледна песен (Cuento de Navidad) (1999) .... Арсенио
- Камила (Camila) (1998) .... Армандо
- Узурпаторката (1998) .... Алесандро Фарини
- Есмералда (1997) ....Родолфо Пеняреал
- Мария от квартала (María la del barrio) (1995) .... Абелардо Армантерос
- Ако Бог ми отнеме живота (Si Dios me quita la vida) (1995) .... Енрико Ди Марчи (и режисьор в локация)
- Диво сърце (Corazón salvaje) (1993) .... Ноел Мансера
- Триъгълник (Triángulo) (1992) .... Салвадор Гранадос
- Да докоснеш звезда (Alcanzar una estrella) (1990) .... Мариано Касабланка
- Балада за една любов (Balada por un amor) (1990) .... Марсело
- Сладко предизвикателство (Dulce desafío) (1988) .... Сантяго Сандовал
- Los años felices (1984) .... Адриан
- Чиспита (Chispita) (1983) .... Алехандро де ла Мора
- Арабинът (El árabe) (1980) ... Ахмед Бен Хасан
- Caminemos (1980) .... Рикардо
- Mamá Campanita (1978) .... Херардо
- Отмъщението (1977) .... Хавиер Нарваес
- Пролетна промяна (Barata de primavera) (1975) .... Едуардо
- Cartas sin destino (1973) .... Хавиер
- La Tierra (1973) .... Алваро
- La Maestra (1971)
- Cristo negro (1971)
- Los Caudillos (1968) .... Хименес Лисандро
- Estafa de amor (1967)
- La Tormenta (1967) .... Габриел
- Диво сърце (Corazón salvaje) (1966) .... Хуан дел Диабло
- Право на раждане (El derecho de nacer) (1966) .... Алберто Лимонта
- Más fuerte que tu amor (1966)
- El Abismo (1965)
- Carlota y Maximiliano (1965)
- Лъжата (La mentira) (1965) .... Деметрио Сантелмо
- Gabriela (1964)
- Eugenia (1963)